# European University
European University was een private instelling voor hoger onderwijs in Antwerpen. De instelling werd opgericht door Xavier Nieberding, en bood managementopleidingen en MBA's aan. 